# Pierre Daninos
Pierre Daninos (París, 26 de mayo de 1913 - París, 7 de enero de 2005) fue un escritor y periodista francés famoso por su sentido del humor y por sus novelas de detectives. 
Su familia había emigrado desde Grecia en 1750, y era muy respetada por aquella época en Francia. Era hermano del industrial Jean Daninos, famoso por los coches de lujo FACEL Vega. 
Su hermano se pidió buscar un nombre para el primer carro que va construir. Pierre propone dos nombres inspirado en los astros: Cometa y Vega. Cometa fue elegido en 1851 por Ford subcontratado por "Facel", mientras que Vega fue asignado a un proyecto de carros deportivos y de lujo. A gracias a ello nació la prestigiosa marca Facel Vega.
Estudió en el Lycée Janson de Sailly de París. Comenzó a trabajar en el periódico Le Figaro en 1931 y en 1934 inició su carrera periodística.
Durante la Segunda Guerra Mundial, Pierre participó en la batalla de Francia hasta Dunkerque donde es oficial de enlace con la Armada británica. Después del armisticio y la capitulación, es exiliado a Río de Janeiro, Brasil. Allí escribe su primera novela La sangre de los hombres (1940). De regreso en París, frecuento los mejores literatos y retomó su trabajo de periodista, colaborando con Le Figaro.
Se casó en primeras nupcias con Jeanne Marrain, con la quien tuvo tres hijos: Michèle, Christian, Florence. La pareja se divorció y Pierre se casó en segunda nupcias con Marie-Pierre Dourneau el 22 de octubre de 1968.
Recibió el premio Interalliè en 1947, después de haber publicado varios libros, y el premio Courteline por Sonia, les autres et moi. 
Su obra más conocida es Los cuadernos del Mayor Thompson (1954) el cual vendió más de 1.680.000 ejemplares de su obra y fue traducido a veintiocho idiomas. Esta se presenta como la supuesta traducción de Pierre Daninos de los cuadernos de un mayor inglés de la Armada de India establecido en Francia. En el se trata con ironía sobre la brecha cultural entre Francia e Inglaterra. Esta historia salió porque en 1853, Pierre Brisson, director de Le Figaro, le pidió una inusual columna, basándose en las Cartas persas (1721) de Montesquieu, sobre un caricaturesco caballero inglés que observaba las maneras y modales franceses con comparaciones descabelladas. Publicará otros cuatro volúmenes del mayor Thompson. En 1955 Preston Sturges hizo adaptación cinematográfica bajo el nombre de The French, they are a funny race.
Otra obra es Los 36° desilusiones (1967), que es un recuento cómico autobiográfico de un episodio depresivo que tuvo en la época. Nombra las distracciones, curas, sesiones de hipnosis y otros consejos de "buenos amigos" que siguió en vano para salir de su malestar.
En junio de 1967, queda en coma después de un choque luego de asistir a un banquete de los viejos combatientes, en su Daimler contra el general Jean Noiret, que tomó la carretera en contrasentido. Esto lo evoca en su libro El pijama (1972).
Otras obras suyas son Le Jacassin (1962), Snobissimo (1964), Los turistócratas (1974), El primer planeta a la derecha, saliendo por la Vía Láctea (1976), El viudo feliz (1981), La galería de los espejos (1983), Le major tricolore (1995), Belle mère en exclusive (1996) y Les carnets du bon Dieu (1998).
En junio de 1970 intento hacer un proceso contra el nombre de la especialidad fría "Danino" del grupo Gervais-Danone por parecerse mucho a su patrimonio.
Esta enterrado en el cementerio du Père-Lachaise (44e division).